# 岡本銺太郎
岡本銺太郎（おかもと そうたろう、1867年 - 1918年）は、日本の建築家である。清水組（現：清水建設）の第4代技師長をつとめ、澁澤倉庫や清水組本店などを設計した。

## 経歴
慶応3年（1867年）、江戸で誕生。明治23年（1890年）に東京帝国大学工科大学造家学科を卒業し、翌年より清水組の技師となる。岡本の前妻は技師長渡辺譲の妹であり、その縁故での入社と考えられている。明治33年（1900年）より1年間洋行し、明治34年（1901年）より技師長となる。大正2年（1913年）に田辺淳吉を後任とするも、その後2年ほど監事として社に留まる。清水組が合資会社になる直前に退店。大正7年（1918年）没。